# Oxytropis cuspidata
Oxytropis cuspidata är en ärtväxtart som beskrevs av Aleksandr Andrejevitj Bunge. Oxytropis cuspidata ingår i släktet klovedlar, och familjen ärtväxter. Inga underarter finns listade i Catalogue of Life.